# Lily, Leila et Liina Luik
Pour les articles homonymes, voir Luik.
Lily, Leila et Liina Luik, nées le 14 octobre 1985, sont des athlètes estoniennes, spécialistes des courses de fond. Elles sont les premières triplées de l'histoire des Jeux olympiques.

## Biographie
Lily, Leila et Liina Luik sont nées prématurées d'un mois. Leurs faibles poids de naissance transforma la maison familiale en une unité de soins intensifs pendant plusieurs semaines. Leur mère Lea mis ses filles dans des cours de musique, préférant qu'elles jouent du piano, du violoncelle ou du violon au lieu de prendre part à des compétitions sportives.
Les sœurs ont étudié dans l'enseignement supérieur au Tartu Health Care College (en) où elles ont fait de la danse. Ne venant pas d'une famille sportive, elles n'ont commencé la course à pied qu'à l'âge de 24 ans. Leur choix s'est tourné vers ce sport car elles cherchaient une activité pouvant avoir un lien avec la nature.
Leila et Lily sont des artistes, elles ont commencé à vendre leur travail grâce aux réseaux sociaux, des fleurs, des paysages et des portraits, mais également des cygnes, la traduction anglaise de leur nom de famille, qui apparaissent sur des tasses à café ou sur des vestes « coupe-vent » de course à pied.
Leur entraîneur Harry Lemberg a conçu pour ses jeux des séances d'entraînement séparées pour chaque sœur. Il a pris des conseils de Renato Canova, entraîneur italien très apprécié des jumelles allemandes, Anna et Lisa Hahner, qui ont pris part également au marathon olympique de Rio.
Elles sont les premières triplées de l'histoire des Jeux olympiques. Le 14 août 2016, elles prennent le départ du marathon à Rio en 2016. Lily finit 97e sur les 158 participantes du marathon, Leila prendra la 114e place et Liina ne terminera pas la course. L'exploit ne passe pas inaperçu dans les médias et attire les projecteurs ; « On n’a jamais vu des triplés participer aux JO, qu’il s’agisse de la même édition ou de JO successifs », assure Bill Mallon, historien américain des Jeux Olympiques.

### Palmarès
- Liina Luik
  - 2011 : Championne d'Estonie du Semi-marathon[8]
  - 2011 : Championne d'Estonie du 10 000 m[8]
- Leila Luik
  - 2011 : Championne d'Estonie du marathon[8]

### Records
| #              | Lily            | Lily    | Lily             | Leila           | Leila     | Leila             | Liina           | Liina     | Liina           |
| Épreuve        | Performance     | Lieu    | Date             | Performance     | Lieu      | Date              | Performance     | Lieu      | Date            |
| -------------- | --------------- | ------- | ---------------- | --------------- | --------- | ----------------- | --------------- | --------- | --------------- |
| Marathon       | 2 h 40 min 30 s | Valence | 15 novembre 2015 | 2 h 37 min 11 s | Shanghai  | 1er décembre 2013 | 2 h 39 min 42 s | Pékin     | 30 août 2015    |
| Semi-marathon  | 1 h 15 min 2 s  | Ostie   | 1er mars 2015    | 1 h 13 min 58 s | Ostie     | 1er mars 2015     | 1 h 12 min 44 s | Ostie     | 1er mars 2015   |
| 10 000 m       |                 |         |                  | 34 min 16 s     | Paderborn | 16 avril 2014     | 34 min 33 s     | Paderborn | 16 avril 2014   |
| 5 000 m        | 16 min 33 s 37  | Tallinn | 9 août 2015      | 16 min 57 s 55  | Tallinn   | 9 août 2015       | 16 min 22 s 83  | Tallinn   | 9 août 2015     |
| 3 000 m Indoor | 9 min 54 s 14   | Tallinn | 22 février 2015  | 9 min 38 s 83   | Tallinn   | 22 février 2015   | 9 min 39 s 80   | Tallinn   | 22 février 2015 |

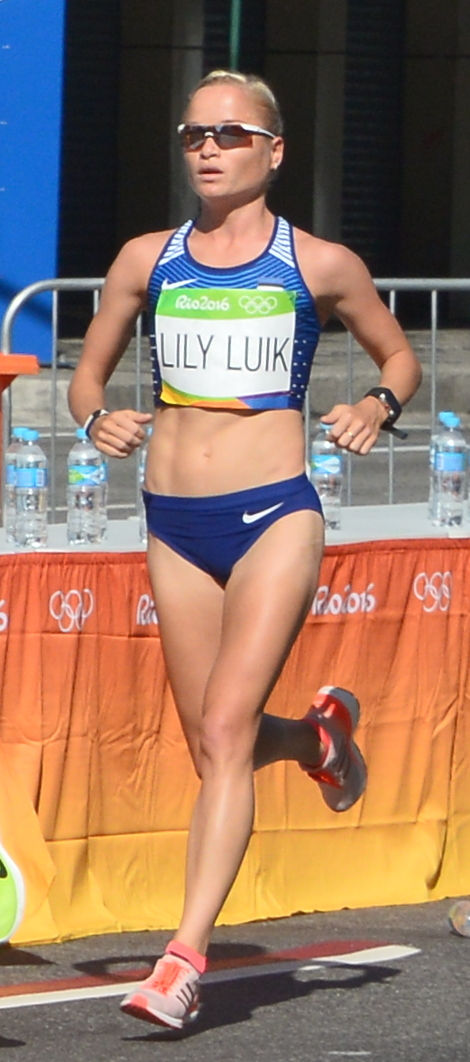
Lily Luik aux JO de Rio 2016.
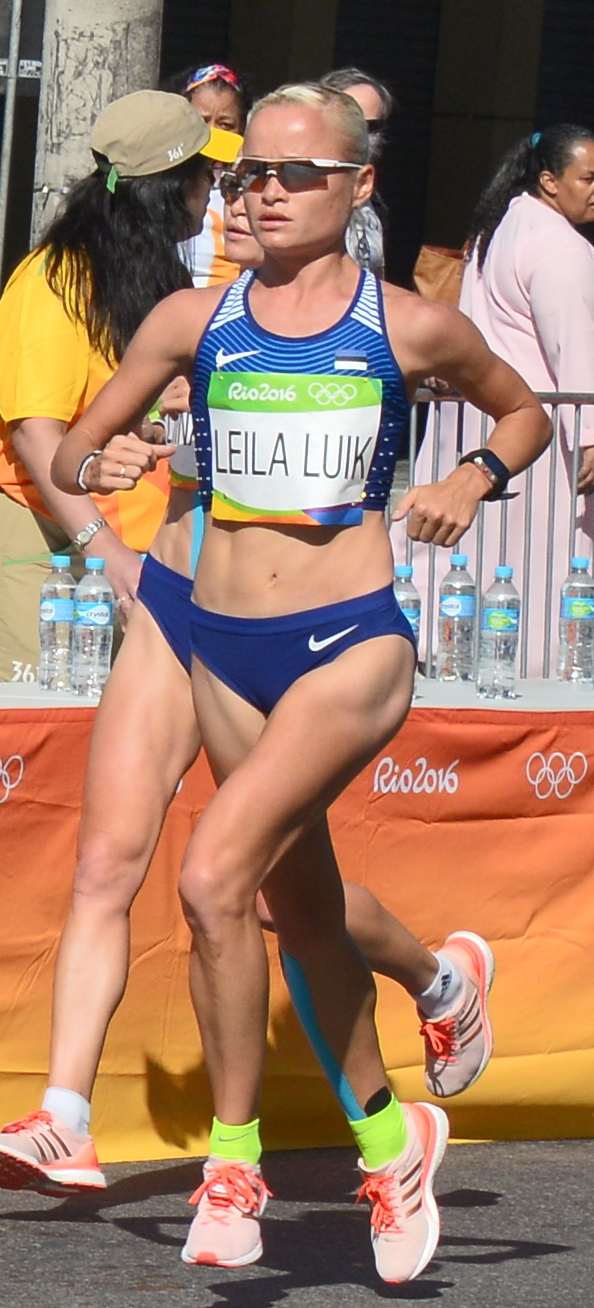
Leila Luik aux JO de Rio 2016.